# Ousmane Baldé (ministre)
Pour les articles homonymes, voir Baldé et Ousmane Baldé.
Ousmane Baldé, mort en 1971, est un économiste et homme politique guinéen.

## Parcours professionnel
Il est président de la Banque centrale de la république de Guinée de 1963 en 1964 puis ministre de l'Économie et des Finances.

## Complot
Il est accusé d'être un mercenaire dans l'invasion portugaise de la Guinée, arrêté et pendu sans jugement en 1971 au même titre que Barry III, Moriba Magassouba et d'autres.